# Gent normal (sèrie de televisió)
Gent normal (títol original en anglès: Normal People) és una minisèrie dramàtica de televisió irlandesa, dirigida per 
Lenny Abrahamson i Hettie MacDonald, basada en la novel·la homònima de Sally Rooney. i protagonitzada per Daisy Edgar-Jones i Paul Mescal. La sèrie es va estrenar el mes d'abril de 2020 a BBC, a RTÉ One i el mateix mes també al servei de subscripció estatunidenc Hulu. Consta de dotze episodis de trenta minuts. Sèrie subtitulada al català.

## Sinopsi
La Marianne Sheridan i en Connell Waldron són companys d'institut i han crescut al mateix poble irlandès de Sligo, però gairebé no es parlen i provenen de mons molt diferents. La Marianne és una noia distant i solitària que viu amb la seva mare, que és advocada, i el seu germà en una luxosa casa als afores. Connell juga a l'equip de rugbi de l'institut, és un dels nois més populars entre els seus companys i professors, i és fill d'una mare soltera que treballa per a la família de Marianne. Tot i les diferències socials, Marianne i Connell es comencen a apropar, inicialment quan en Connell va a buscar la seva mare a casa dels Sheridan, i acaben submergits en una íntima relació que decideixen mantenir en secret. El que comença com un joc acaba convertint-se en una cosa profundament íntima, mentre experimenten les seves pròpies inseguretats, superen les ferides del passat i intenten escapar, sense èxit, de la forta inèrcia que els porta a buscar-se sempre.

## Repartiment i personatges

### Principals
- Daisy Edgar-Jones : Marianne Sheridan, una estudiant de família benenestant. Estudiosa, aplicada, honesta i sensible; inicia un relació amb en Connell i ell suggereix que es romangui en secret. Estudia història i polítiques al Trinity College.
- Paul Mescal : Connell Waldron, un estudiant molt estimat i acadèmicament superdotat. La seva mare treballa com a dona de fer feines per a la família de la Marianne. Decideix lluitar pels seus somnis i seguir la suggerència de la Marianne per sol·licitar una plaça a la mateixa universitat per a estudiar anglès.

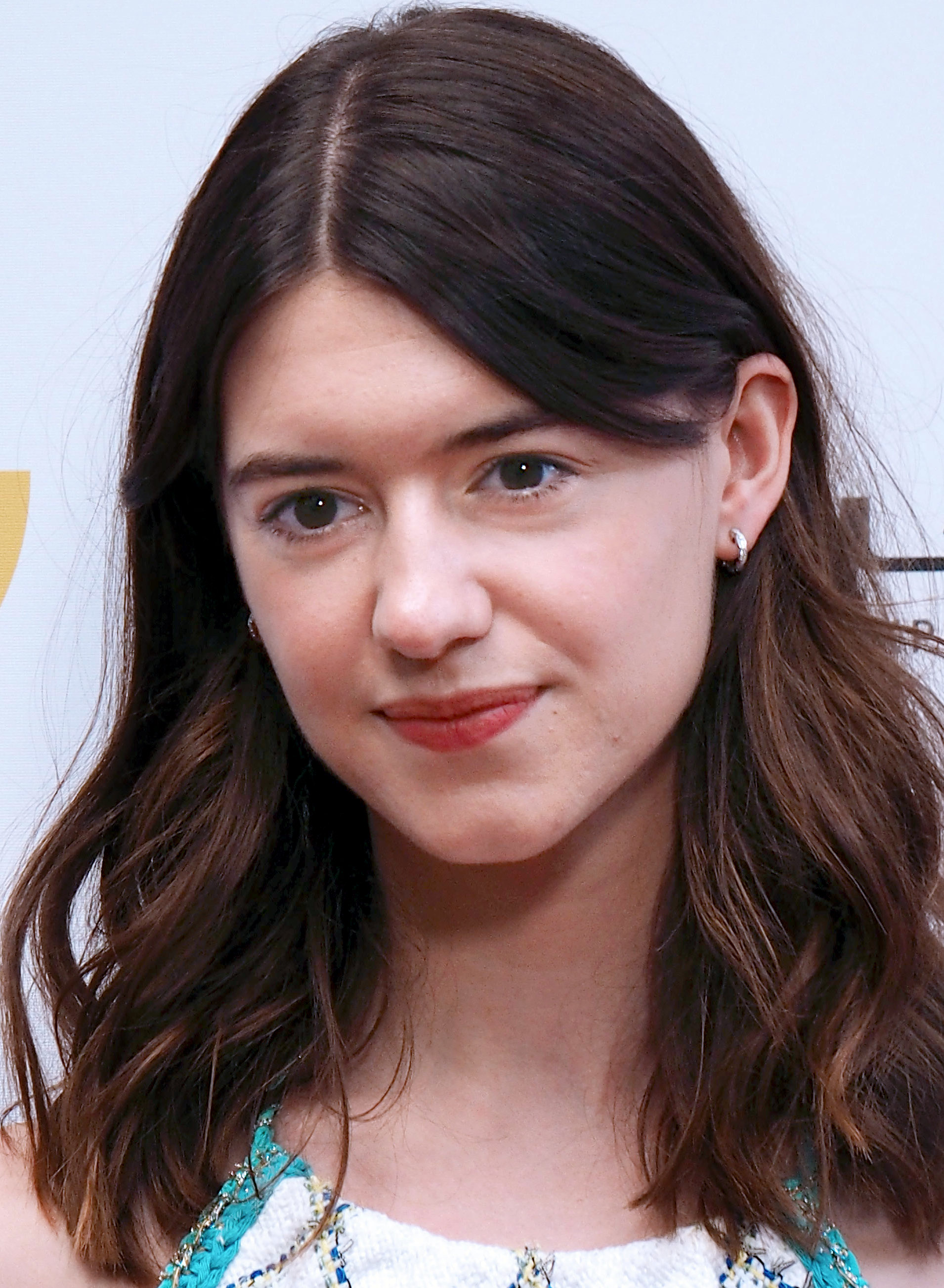
Daisy Edgar-Jones
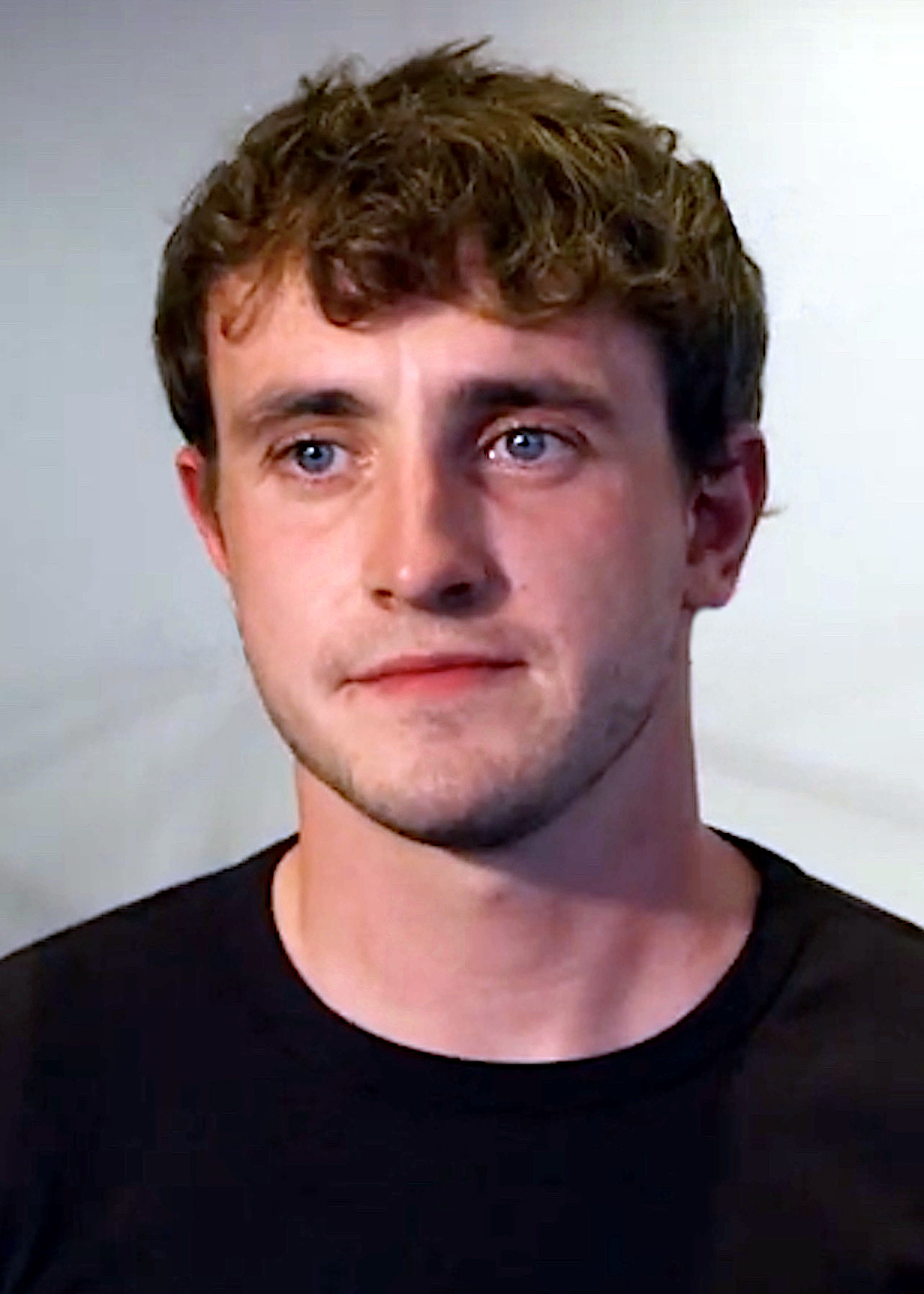
Paul Mescal

### Secundaris
- Sarah Greene : Lorraine Waldron, la mare soltera d'en Connell. Treballa com a dona de fer feines a casa de la família Sheridan. Ella i en Connell mantenen una estreta relació i ella expressa la seva decepció quan en Connell prefereix mantenir la seva imatge pública enlloc de tractar bé la Marianne. Ja abans de la relació secreta entre la Marianne i en Connell, Lorraine és molt propera a la Marianne.
- Aislín McGuckin : Denise Sheridan, la mare soltera i adinerada de la Marianne, és advocada. El pare de Marianne és descrit com una persona abusiva amb ella, i la Denise no té una relació gaire propera amb la Marianne.
- Frank Blake : Alan Sheridan, el germà de la Marianne, amb qui la relació no és gens bona. No tracta bé a la Marianne, fa sovint comentaris degradants i de vegades és agressiu físicament.
- India Mullen : Peggy, amiga de la Marianne del Trinity College.
- Eliot Salt : Joanna, també amiga de la Marianne al Trinity College,
- Éanna Hardwicke : Rob, amic proper d'en Connell de l'escola. Mor per un suïcidi, fet que més tard devestarà en Connell.
- Desmond Eastwood: Niall, company de pis d'en Connell durant els seus anys al Trinity College. En Niall i la Marianne són amics, i això fomenta la relació entre ella i en Connell.
- Fionn O'Shea : Jamie, un dels interessos amorosos de la Marianne durant la universitat. Forma part del seu cercle social i és molt competitiu.
- Sebastian de Souza : Gareth, company de class d'en Connell al Trinity College. Un altre interès amorós de Marianne a la universitat.
- Seán Doyle : Eric, amic d'en Connell a la universitat.
- Leah McNamara : Rachel, companya de classe de la Marianne i en Connell a l'escola. Part del cercle social d'en Connell, amb qui va mantenir una aventura casual. En Connell la tria a ella en lloc de la Marianne, i això fa que s'allunyin per primera vegada.
- Niamh Lynch : Karen, una de les noies amb qui la Marianne es porta bé a l'escola.
- Aoife Hinds : Helen, parella d'en Connell al Trinity College.
- Lancelot Ncube : Lukas, parella de la Marianne a Suècia.

## Al voltant de la sèrie
El guió de la sèrie d'Alice Birch, en onze dels episodis, els sis primers també amb la mateixa Sally Rooney de guionista i de Mark O'Rowe en el penúltim, conserva l'enfocament original del llibre. El vincle de la parella continua essent el factor sobre el qual gira tota la història i els dotze episodis de mitja hora en què es desenvolupa li donen agilitat i la diferencien del caràcter més analític de cada acció que domina en la novel·la. Lenny Abrahamson va dirigir els primers sis episodis i Hettie MacDonald] els sis finals. Tot i que la sèrie se centra sobretot en la relació entre els protagonistes, també s'exploren temes relacionats amb les diferències de classe, les famílies disfuncionals i la salut mental.
El rodatge va tenir lloc a Dublín, Sligo, Itàlia i Suècia. Per a Carricklea, la ciutat natal de ficció dels protagonistes, l'equip de producció es va dirigir a la ciutat de Tubbercurry al comptat de Sligo. El director Abrahamson va comentar sobre el rodatge a Irlanda: "Em va semblar meravellós donar vida a una novel·la tan sorprenent al país d'on soc i als paisatges que estimo i conec tan bé, tant urbans com rurals". Mentre Edgar-Jones va dir, "no pots evitar sentir la història quan estàs a Dublín, sobretot quan estàvem filmant a Trinity". El repartiment també es va desplaçar a Itàlia per les escenes que mostren un viatge en grup a Trieste en el llibre, tot i que aquestes escenes en la sèrie es van rodar en una casa als afores de Roma. Les escenes de l'Erasmus de la Marianne a Suècia estan filmades a Luleå, ciutat situada a la costa del nord del país.

## Crítica
Per Lucy Mangan, al diari britànic The Guardian, Daisy Edgar-Jones capta tota la intensitat i perspicàcia de Marianne, la seva fragilitat i els danys. Fins i tot abans que es doni la història de fons, que arriba molt abans a la sèrie que al llibre, es pot veure com i per què se sent poc estimada i cap a on podria portar aquest defecte fatal. Paul Mescal, per la seva banda, transmet tota la intel·ligència de Connell, els límits canviants de la seva maduresa emocional, el dubte de si mateix i, de manera vital, la calidesa que el fan tan atractiu per a Marianne. Tal com comenta Toni de la Torre a la seva ressenya a la revista El Temps, l'èxit de la sèrie, amb més de 38 milions de reproduccions a la plataforma de la BBC, s'explica per la intensitat de la connexió que la sèrie ha aconseguit entre història, públic i actors. La Marianne i en Connell se senten còmodes l'un amb l'altra tot i que trigaran a adonar-se que és excepcional. El procés de descobriment d'aquesta excepcionalitat, és l'essència de la història, tot i que no se n'adonaran fins anys més tard. La manera de filmar les escenes, amb la càmera buscant la proximitat entre els dos personatges, i sobretot la naturalitat dels dos actors, la connexió entre ells fa que els silencis i les paraules que comparteixen siguin creïbles. Sobre l'adaptació de la novel·la, el crític cultural Joan Burdeus al digital Núvol conclou que és un exercici formidable perquè s'adona que la nova manera d'estimar que reflecteix el llibre requereix una nova manera de posar en escena les converses, resistir la temptació de l'èmfasi manufacturat, i ho fan amb uns diàlegs filmats amb delicadesa i la tranquil·litat amb què es mostra el sexe.
A Rotten Tomatoes, sobre un total de 91 anàlisis va rebre un 91% de crítiques positives i a un 92% de l'audiència els va agradar. La puntuació a Metacritic per part dels crítics professionals és d'un 82, amb un 84% de valoracions positives i un 16% de neutres i un 8,4 per part dels usuaris.

## Premis i nominacions
| Any  | Premi                     | Categoria                                                                            | Nominació                                  | Resultat  | Ref.          |
| ---- | ------------------------- | ------------------------------------------------------------------------------------ | ------------------------------------------ | --------- | ------------- |
| 2020 | Premis Emmy               | Millor actor principal en una sèrie limitada o pel·lícula -2020                      | Paul Mescal                                | Nominat   | [ 11 ]        |
| 2020 | Premis Emmy               | Càsting per a una sèrie limitada o pel·lícula - 2020                                 | Louise Kiely                               | Nominat   | [ 11 ]        |
| 2020 | Premis Emmy               | Direcció per a una sèrie limitada o pel·lícula dramàtica - 2020                      | Lenny Abrahamson (per Episodi 3)           | Nominat   | [ 11 ]        |
| 2020 | Premis Emmy               | Guió per a una sèrie limitada o pel·lícula dramàtica - 2020                          | Sally Rooney i Alice Birch (per Episodi 3) | Nominat   | [ 11 ]        |
| 2020 | Premis BAFTA de televisió | Millor minisèrie                                                                     | Normal People                              | Nominat   | [ 12 ] [ 13 ] |
| 2020 | Premis BAFTA de televisió | Actor protagonista                                                                   | Paul Mescal                                | Guanyador | [ 12 ] [ 13 ] |
| 2020 | Premis BAFTA de televisió | Actriu protagonista                                                                  | Daisy Edgar-Jones                          | Nominat   | [ 12 ] [ 13 ] |
| 2020 | Globus d'Or               | Millor actuació d'una actriu en una sèrie limitada o pel·lícula feta per a televisió | Daisy Edgar-Jones                          | Nominat   | [ 14 ] [ 15 ] |
| 2020 | Globus d'Or               | Millor sèrie limitada per televisió o telefilm                                       | Normal People                              | Nominat   | [ 14 ] [ 15 ] |